# Ga Yecheon
Ga Yecheon là ga đường sắt trên Tuyến Gyeongbuk.

## Liên kết
- (tiếng Hàn) Thông tin trạm[liên kết hỏng] từ Korail